# Locutor
Un locutor es un profesional de la comunicación. Sus funciones abarcan desde presentar programas y narrar diferentes textos (noticias, informes, documentales, etc.), hasta ser la voz en off de comerciales; también incluyen la conducción de eventos.

## Técnica
Los locutores son entrenados en aspectos foniátricos e interpretativos para lograr narraciones y presentaciones más eficientes mediante los recursos expresivos de sus voces.
También reciben formación actoral para que su trabajo en televisión y en eventos sea integral.

### Requisitos técnico-profesionales
Entre los elementos que debe poseer o desarrollar un locutor se encuentran:
- Articulación y dicción claras[3]

- Valorización de la elocución en cuanto a las pausas, recalcos, intenciones psicológicas, inflexiones, fraseo y énfasis. Se debe entonar bien. El locutor debe interpretar.[3]

- Naturalidad[3]
- Tono e intensidad de voz apropiados para la radiodifusión.[3]
- Dominar la técnica del micrófono y el telepronter.[3]
- Manejar el tema que se trata –por haber estudiado y enriquecido un buen libreto–, que permita una correcta improvisación.[3]
- Conocimiento absoluto de todas o algunas de las especialidades de la locución.[3]

### Otros requisitos de valor técnico

#### Articulación y dicción claras
Los locutores deben cuidar el empleo correcto de los elementos que la conforman. Se debe articular bien. La pronunciación clara de todos los fonemas y sílabas compensa, en parte, cualquier pequeña deficiencia de la elocución, incluso hasta la carencia de una favorecedora voz radio eufónica.
Existen defectos muy graves que deben ser tratados por un foniatra, entre ellos, las voces guturales, nasales, infantiles, etc., como también existen los vulgarismos o barbarismos prosódicos afines a personas carentes de los más elementales signos de cultura.

#### Supresión de defectos de pronunciación
Los defectos de pronunciación más frecuentes, que se escuchan en los medios de comunicación, son palabras que contienen sílabas líquidas o contractas, o sea, sílabas que constan de una o más vocales a las que preceden dos consonantes fundidas en un solo sonido, debiendo ser por fuerza una de estas consonantes clasificadas como líquidas (l o R). Ejemplo: (bra) para Braulio, (tri) para Trinidad, (bla) para blandir, (pro) para programa, etc. Y así evitar la incorrecta pronunciación (Baulio, Tinidad, bandir, progama o pograma).
Otros de los errores de dicción que deben evitarse son:
- Supresión de vocal ante un diptongo: trenta por treinta.[3]
- Cambio de fonemas:  amigo(j) oyentes, o sea, J por S.[3]
- Omitivos: Excluir fonemas:  etamos bien, infomativo, etc.[3]
- Alternas: Trueque de fonemas L por R o viceversa, (Pinal por Pinar), (orfato por olfato). También E por I  (pasiar por pasear), (síntisis por síntesis). Otro caso es T por D y los fonemas intermedios P, B, M, T, por K o R. Ejemplo: amistat, órtimo, oktener, etc.[3]
- Asimilación por contacto: Asimilación de r ante otra consonante: Caslo, cabbon, vedde.[3]
- Supresión: Se elimina la vocal cuando le sigue la misma vocal. Ejemplo: Vamos (a) acostarnos, El ventilador es (de él) del.[3]

## Variación del estatus profesional por país

### Argentina
En Argentina se considera locutores, específicamente, a quienes egresaron de la carrera de Locutor Nacional y obtuvieron su habilitación profesional por parte del ISER.
La actividad estaba regulada por el COMFER, creado durante el Proceso de reorganización nacional. Este organismo también controlaba el cumplimiento de la Ley de Radiodifusión 22.285/80, su decreto reglamentario 286/81 y resoluciones complementarias. En 2009, con la sanción de la Ley de Servicios de Comunicación Audiovisual, fue reemplazado por la AFSCA.
Actualmente el ISER y la actividad de los medios en Argentina dependen del ENACOM, que a su vez responde al Ministerio de Modernización. El ISER es el único organismo instituto que brinda la habilitación como Locutor Nacional y cuenta con institutos adscriptos a su plan de estudios que dictan la carrera en los otros puntos del territorio nacional.

### España
En España no existe una carrera específica de locutor. Se estudia locución como contenido de la carrera universitaria de Periodismo. Para ejercer, no obstante, no es condición necesaria haber estudiado periodismo.